# Un apprezzato professionista di sicuro avvenire
Un apprezzato professionista di sicuro avvenire è un film del 1972 diretto da Giuseppe De Santis. 
 Si tratta dell'ultimo lungometraggio diretto da De Santis, che in seguito non riuscì più a farsi produrre altri film.

## Trama
Il giovane avvocato Arduni si scopre impotente dopo le nozze con Lucietta, figlia del ricco costruttore edile Attilio. Il povero Arduni, sollecitato da questi a mettere al mondo un figlio, dopo due anni di tormenti, si rivolge all'amico d'infanzia, divenuto sacerdote, Marco che, pur riluttante, acconsente a sostituirlo nel letto della moglie consenziente (che comunque non immagina, perché narcotizzata, chi sia il partner). Il fatto sconvolge Marco, che decide di lasciare la tonaca. Arduni decide allora d'ucciderlo, nel timore che riveli l'accaduto, una volta sciolto dai vincoli religiosi. Viene accusato del delitto Nicola Parella, un poveraccio che però ben presto smaschera il vero autore, costringendo Arduni a un patto: s'addosserà la colpa del delitto in cambio di sostanziosi aiuti periodici per la sua disagiata famiglia.